# Urnosa
Die Urnosa (norwegisch für Geröllnase) ist ein Felssporn im ostantarktischen Königin-Maud-Land. Er ragt an der Westseite des Tals Urfjelldokka im südwestlichen Teil der Kirwanveggen in der Maudheimvidda auf.
Norwegische Kartografen benannten ihn deskriptiv und kartierten ihn anhand von Vermessungen und Luftaufnahmen der Norwegisch-Britisch-Schwedischen Antarktisexpedition (1949–1952) und Luftaufnahmen der Dritten Norwegischen Antarktisexpedition (1956–1960).